# Strickherdicke
Strickherdicke ist ein Ortsteil der westfälischen Stadt Fröndenberg/Ruhr, Kreis Unna, mit etwa 900 Einwohnern.

## Geographie

### Lage
Strickherdicke liegt im Nordwesten der Stadt.

### Nachbargemeinden
Strickherdicke grenzte im Jahr 1967 im Uhrzeigersinn im Nordwesten beginnend an die Stadt Unna und an die Gemeinden Kessebüren, Frömern, Langschede und Billmerich (alle im Kreis Unna).

## Geschichte
Strickherdicke gehörte im Spätmittelalter und der Frühen Neuzeit in eigener Bauerschaft (Strycherdyck) im Amt Unna zur Grafschaft Mark. Laut dem Schatzbuch der Grafschaft Mark von 1486 hatten die 13 Steuerpflichtigen in der Bauerschaft zwischen 2 und 6 Goldgulden an Abgabe zu leisten. Im Jahr 1705 waren in der Bauerschaft (Strickhercke) 17 Steuerpflichtige mit Abgaben an die Rentei Hamm im Kataster verzeichnet.
Ab dem 19. Jahrhundert gehörte Strickherdicke bei der Errichtung der Ämter in der preußischen Provinz Westfalen zum Amt Fröndenberg im Kreis Hamm. 1895 gab es in der Landgemeinde Strickherdicke auf 569,8 ha Fläche, 8 Wohnplätze, 64 Wohnhäuser mit 68 Haushaltungen und 431 Einwohner. Anlässlich der Auskreisung der Stadt Hamm am 1. April 1901 wurde aus dem Kreis der Landkreis Hamm. Nach einer Gebietserweiterung im Jahr 1929 wurde dieser im Oktober 1930 in Kreis Unna umbenannt.
Am 1. Januar 1968 wurden Altendorf, Bausenhagen, Frohnhausen, Frömern, Langschede, Neimen, Ostbüren, Stentrop, Strickherdicke und Warmen nach Fröndenberg eingemeindet.

## Einwohnerentwicklung
| Jahr | Einwohner |
| ---- | --------- |
| 1849 | 421       |
| 1910 | 487       |
| 1931 | 492       |
| 1956 | 775       |
| 1961 | 634       |
| 1967 | 557       |
| 1987 | 746       |
| 2013 | 902       |

## Verkehr
Die Bundesstraße B 233 verbindet Strickherdicke im Norden mit Unna und im Süden mit Langschede, Dahlhausen, Drüpplingsen, Kalthof und Iserlohn.